# Bedő
Bedő is een plaats (község) en gemeente in het Hongaarse comitaat Hajdú-Bihar. Bedő telt 307 inwoners (2001).